# (32599) 2001 QL160
2001 QL160 (asteroide 32599) é um asteroide da cintura principal. Possui uma excentricidade de 0.08512420 e uma inclinação de 1.82937º.
Este asteroide foi descoberto no dia 23 de agosto de 2001 por LONEOS em Anderson Mesa.